# Irak hadereje

## Irakhaderejének néhány összefoglaló adata
- Katonai költségvetés: 4,989 milliárd amerikai dollár, a GDP 0,4%-a 2005-ben.
- Teljes személyi állomány: 129 760 fő (2005-ben)
- Mozgósítható lakosság: 5 870 640 fő, melyből 4 930 074 fő alkalmas katonai szolgálatra 2005-ben.

## Szárazföldi erő

### Fegyverzet 2005-től
Bár már felállt az új iraki haderő, ez még nem a végleges forma, új eszközöket szereznek be, és megkezdődött a katonák új elvek alapján való kiképzése is.
Harckocsik
- 22 db T–55 harckocsi

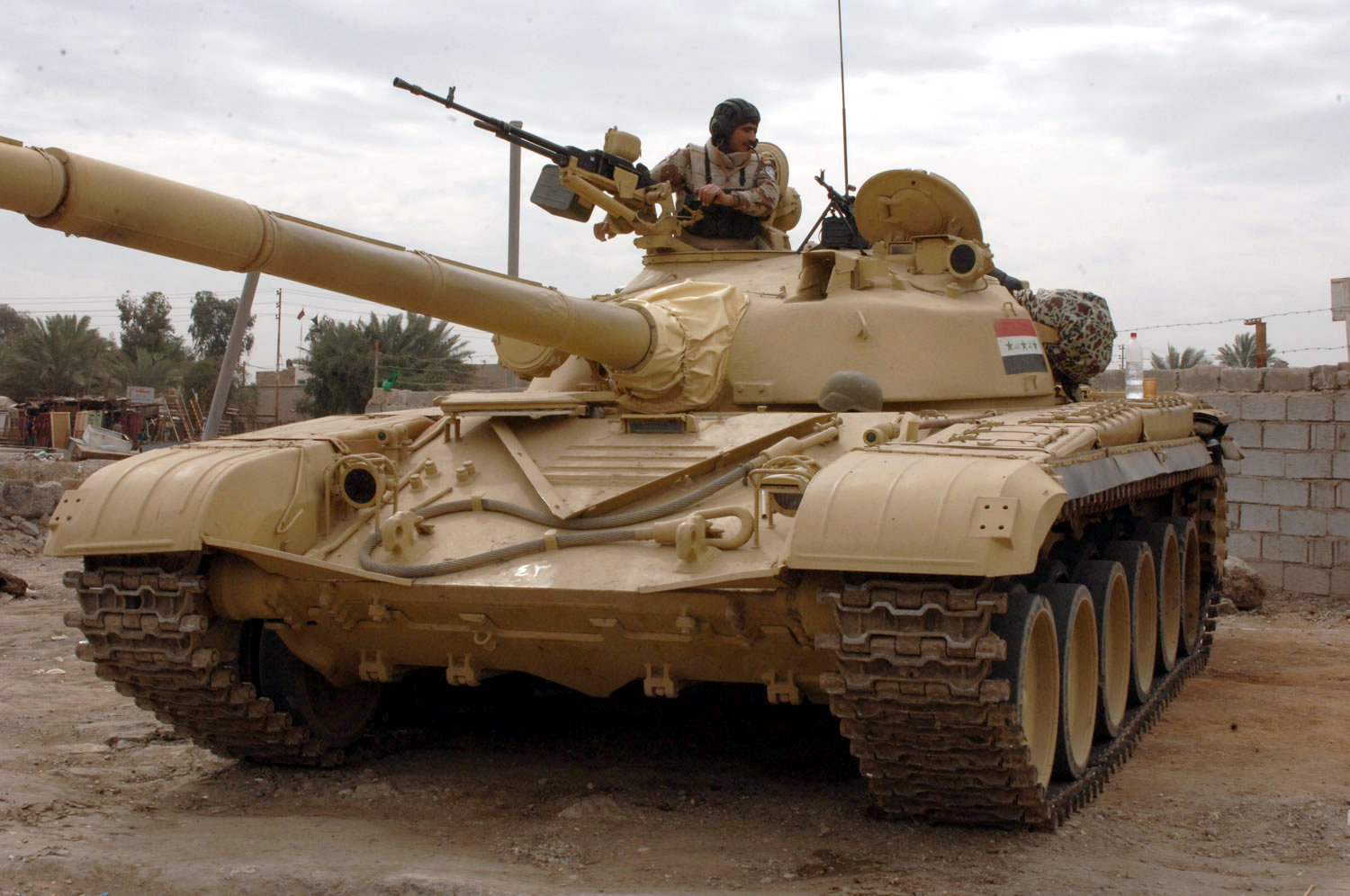
Új Iraki T-72-es.

- 77 db T–72 harckocsi: mind a 77 darab a Magyar Honvédség állományából került átadásra 2005 októberében.

Páncélozott harcjárművek
- 36 db Spartan
- 39 db BTR–94
- 44 db MT–LB
- 180 db M113
- 100 db M1114
- 167 db M1151
- 22 db DZIK–3
- 72 db Defender 110
- 50 db BMP–1

Lövegek
Jelenleg az önálló új iraki haderő nem rendelkezik tábori ágyúkkal, illetve légvédelmi eszközökkel.

## Légierő, légvédelem

Az Iraki Légierő (IQAF) felségjelzése.

### Fegyverzete
- 80 db Csengdu F–7
- 53 db Mirage F1
- 5 db Dassault Super Etendard

Kiképző gépek
- 20 db L–29 Delfín
- 59 db L–39 Albatros

Szállító gépek
- 10 db An–2
- 12 db An–12
- 24 db An–24
- 2 db An–26

Harci helikopterek
- Mi–24

Szállító helikopterek
- Mi–8